# سن ورو میلیس
سن ورو میلیس (به ایتالیایی: San Vero Milis) یک کومونه در ایتالیا است که در استان اریستانو واقع شده‌است.

## خصوصیات
سن ورو میلیس ۷۲٫۲ کیلومترمربع مساحت و ۲٬۵۰۶ نفر جمعیت دارد.